# Бадертдинов, Рагиб Марвартдинович
 Бадертдинов Рагиб Марвартдинович (род. 17 августа 1945 года, с. Исанбаево, БАССР, СССР — комбайнёр колхоза «Октябрь» Илишевского района БАССР. Полный кавалер ордена Трудовой Славы.

## Биография
Рагиб Марвартдинович Бадертдинов родился 17 августа 1945 г. в с. Исанбаево Илишевского района БАССР.
Образование — среднее специальное, в 1980 г. окончил Белебеевский техникум механизации и электрификации сельского хозяйства.
Трудиться начал в 1963 г. комбайнёром колхоза «Октябрь» Илишевского района. В 1964—1967 гг. служил в рядах Советской Армии. После демобилизации вернулся в колхоз «Октябрь», работал комбайнёром.
Р. М. Бадертдинов ежегодно добивался высоких производственных показателей, экономии горюче-смазочных материалов и запасных частей. В среднем за 1976—1980 гг. на комбайне СКД-5 намолачивал по 8667 центнеров, а за 1981—1983 гг. — по 9890 центнеров зерна.
В 1986 г. был избран секретарём парткома колхоза имени Жданова Илишевского района. С 1990 г. работал заместителем директора совхоза «Сюнь» Уфимского нефтеперерабатывающего завода, с 1993 г. — машинистом зернотока колхоза «Октябрь» Илишевского района, с 1996 г. до выхода на пенсию в 2005 г. — почтальоном Исанбаевского отделения Верхнеяркеевского районного управления Федеральной почтовой связи.
Депутат Верховного Совета Башкирской АССР одиннадцатого созыва (1985—1990).
Рагиб Марвартдинович Бадертдинов живёт в Илишевском районе Республики Башкортостан.

## Награды
За многолетнюю добросовестную работу в сельскохозяйственном производстве, успешное выполнение планов и социалистических обязательств Р. М. Бадертдинов награждён орденом Трудовой Славы I (1983), II (1979), III (1975) степени, медалями.